# Gotthart Preiser
Gotthart Preiser (* 22. August 1931 in Görlitz; † 8. November 2023 in Haßfurt) war ein deutscher evangelisch-lutherischer Theologe und Regionalbischof.

## Leben
Gotthart Preiser war der zweitälteste Sohn des Landesjugendpfarrers von Schlesien, Pfarrer Hermann Preiser (1901–1992) und dessen Frau Ilse. Sein Vater geriet im Dritten Reich mehrfach in das Visier der Gestapo, in diesem Zusammenhang wurde auch der damals zwölfjährige Sohn Gotthart von Gestapo-Beamten befragt. Gotthart Preiser wuchs mit seinen fünf Geschwistern in Görlitz auf, wobei einer seiner Brüder 1940 im Alter von fünf Jahren an einer Diphtherieerkrankung starb. 
Im Herbst 1945 kam die Familie nach mehreren Fluchtstationen schließlich nach Eschenau. Gotthart Preiser erlernte dort Klavier und Orgel. Nach dem Abitur 1952 studierte er Theologie in Neuendettelsau, Tübingen und Erlangen. Anschließend war er von 1958 bis 1971 Gemeindepfarrer in Tröstau tätig und danach, von 1972 bis 1981, Leiter des Amtes für Gemeindedienst in Nürnberg. Nach dem Nürnberger Kirchentag 1979 war er Mitglied des Präsidiums des Deutschen Evangelischen Kirchentages. Von 1981 bis 1988 bekleidete er das Amt des Rektors des Predigerseminars in Neuendettelsau. Anschließend wirkte er als Oberkirchenrat und Regionalbischof im Kirchenkreis Regensburg. 1996 trat er in den Ruhestand. Er verfasste bis zu seinem Lebensende Lesepredigten.
Preiser engagierte sich intensiv für die Kirchenmusik: Er gründete zahlreiche Posaunenchöre, war Bezirksobmann und initiierte mit Walther Haffner etliche Notenausgaben und Arbeitshilfen für Posaunenchöre. Von 1997 bis 2003 war er Landesobmann des Verbandes evangelischer Posaunenchöre in Bayern. Sein Augenmerk galt der Aufnahme neuen Liedgutes in die Posaunenliteratur. Bis 2010 war er Vorsitzender des Kuratoriums der Musikakademie Hammelburg und auch Mitglied des Präsidiums des Landesverbandes Singen und Musizieren in Bayern.

## Veröffentlichungen
- Hoffnung für das Leben. 1979.
- Wo ist das Leben hin: Trost für Trauernde. 1988.
- Herr, segne dieses Kind. 1988.

## Ehrungen
- 1994: Bundesverdienstkreuz, für seine Verdienste um die Jugendarbeit.[2]